# Giovanni Michiel
Giovanni Michiel   (Venècia, 1446 - Roma, 1503) fou un cardenal italià, també conegut com el cardenal de Verona, de Santa Lucia o de Sant'Angelo.

## Biografia
Procedent d'una de les famílies més nobles de Venècia, era fill de Lorenzo di Tomà Michiel i de Nicolosa di Nicolò Barbo, germana del futur papa Pau II. Era cosí del cardenal Giovanni Battista Zeno.
Portat pel seu oncle a Roma, va residir al Palau Apostòlic del Vaticà i allí es va criar, juntament amb el seu cosí Giovanni Battista. L'elecció del seu oncle al tron papal el va afavorir molt; el 1465 va ser nomenat abat comendatari de Santa Maria in Silvis a Sesto al Reghena i el 1467 del monestir de Bosco prop de L'Aquila i de San Fermo il Piccolo prop de Verona.
Va ser nomenat cardenal al consistori del 21 de novembre de 1468 i va rebre el títol de Santa Lucia in Septisolio. El 1470 optà pel títol de Sant'Angelo in Pescheria.
El 18 de març de 1471 va ser nomenat bisbe de Verona in commendam, però no va poder prendre possessió immediatament del seva seu a causa dels conflictes entre Venècia i la Santa Seu. Del 1497 al 1503 va ser abat de la parròquia d'Isola della Scala.
Va participar en el conclave de 1471 que va escollir el papa Sixt IV. En els anys següents va ser nomenat abat comendatari de diversos monestirs: de Santa Trinità a la diòcesi de Verona, de Tiana a la diòcesi d'Oristany (26 de novembre de 1473) i de Santa Maria di Sania a la diòcesi de Nocera Umbra (24 de juliol de 1476). Durant la pesta de 1476, va sortir de Roma amb el papa i el va acompanyar primer a Viterbo i després a Foligno. Va tornar a Roma amb el papa el 23 d'octubre del mateix any.
El 1484 optà pel títol de San Marcello i també va tenir in commendam el diaconat de Sant'Angelo in Pescheria, que mantingué fins a la seva mort.
Va assistir al conclave de 1484 que va escollir el papa Innocenci VIII. El 15 de setembre de 1484 va succeir al nou papa com a camarlenc del Sagrat Col·legi de Cardenals durant els mesos restants de l'any; tanmateix, va ser confirmat per a l'any següent.
Més tard va ser nomenat bisbe de Pàdua, però Venècia es va oposar i es va apoderar de tots els béns del cardenal al territori de la república. Això va fer que el març de 1487 Michiel dimitís sense haver pres mai possessió de la seu.
Va ser inspector de l'exèrcit papal durant la guerra contra el rei Ferran I de Nàpols i posteriorment va ser encarregat de dur a terme les negociacions amb el rei per a un tractat de pau, que es va signar l'11 d'agost de 1487.
El 14 de març de 1491 optà per la seu suburbicària d'Albano i el 10 d'octubre de 1491 ho feu per la seu suburbicària de Palestrina.
Va participar al conclave de 1492 i també va ser un dels candidats més elegibles. Al final va ser elegit papa Alexandre VI, que el 31 d'agost de 1492 el va nomenar bisbe de Porto i Santa Rufina, tal com va prometre a l'obtenir el seu vot durant el conclave. Fou abat comendatari de l'abadia benedictina de San Pietro in Baume-les-Messieurs del 1494 al 1497.
Amb l'arribada de les tropes franceses (27 de maig de 1495) va marxar de Roma cap a Orvieto amb el papa i amb altres cardenals, per no trobar-se amb Carles VIII. El 23 de gener de 1497 va ser nomenat patriarca llatí de Constantinoble, càrrec que va ocupar fins a la seva mort.
Va morir enverinat l'11 d'abril de 1503, després de dos dies d'agonia. El cuiner, que va ser acusat de l'enverinament, va ser executat per ordre del papa Juli II, que li va confiscar la mercaderia. El rumor popular acusava Cèsar Borgia de la mort de Michiel, tot i que no hi havia cap prova.
Està enterrat a l'església de San Marcello al Corso de Roma.